# Lu Huali
Lu Huali (chiń. 路华利; ur. 14 marca 1972 w Yulin) – chińska wioślarka. Brązowa medalistka olimpijska z Barcelony.
Zawody w 1992 były jej jedynymi igrzyskami olimpijskimi. Po medal sięgnęła w dwójce podwójnej, tworzyła ją również Gu Xiaoli.